# Cathy Chedal
Catherine Chedal detta Cathy (Brides-les-Bains, 14 giugno 1968) è un'ex sciatrice alpina francese.

## Biografia
La Chedal debuttò in campo internazionale in occasione dei Mondiali juniores di Jasná 1995 ed esordì ai Giochi olimpici invernali a Calgary 1988, dove non completò il supergigante; ottenne il primo piazzamento in Coppa del Mondo il 26 novembre 1988 a Schladming in supergigante (11ª) e ai successivi Mondiali di Vail 1989 si classificò 6ª nello slalom gigante, suo unico piazzamento iridato in carriera. 
Conquistò l'unico podio in Coppa del Mondo il 9 agosto 1989 a Las Leñas in supergigante (2ª); ai XVI Giochi olimpici invernali di Albertville 1992, sua ultima presenza olimpica, fu 22ª sia nella discesa libera sia nel supergigante e non completò lo slalom gigante. Si ritirò durante la stagione 1992-1993 e il suo ultimo piazzamento in carriera fu il 49º posto ottenuto nella discesa libera di Coppa del Mondo disputata il 22 gennaio a Haus.

## Palmarès

### Coppa del Mondo
- Miglior piazzamento in classifica generale: 28ª nel 1990
- 1 podio:
  - 1 secondo posto

### Campionati francesi
- 2 medaglie (dati parziali):
  - 2 ori (discesa libera, slalom gigante[senza fonte] nel 1990)